# Alfred Roseno
Alfred Roseno (geboren am 31. Juli 1896 in Hamburg; gestorben am 29. Januar 1965 in New York City) war ein deutscher Chirurg und Urologe in der Weimarer Republik. Nach der Machtergreifung durch die Nationalsozialisten emigrierte der jüdische Arzt mit seiner Familie in die Vereinigten Staaten, wo er seine wissenschaftliche und medizinische Laufbahn fortsetzte.

## Leben
Alfred Roseno wurde 1896 als drittes von vier Kindern des aus dem Spreewald stammenden, jüdischen Kaufmanns und Kürschnermeisters Ismar Roseno und seiner Frau Sara geboren. Er studierte in München, Berlin, Rostock und Gießen Medizin. 1920 promovierte er an der Medizinischen Fakultät der Albert-Ludwigs-Universität in Freiburg. Er arbeitete zunächst als Assistenzarzt bei Paul Rosenstein am israelischen Krankenhaus in Berlin. Hier begann er seine wissenschaftliche Laufbahn. Er forschte und veröffentlichte in Berlin über Pneumoradiogramme sowie Nierenkrankheiten und -operationen.
1925 trat er eine Stelle als Assistenzarzt am Augusta-Krankenhaus in Köln an. In den 1920er Jahren forschte er auf dem Gebiet der Ausscheidungsurographie, der Darstellung der harnableitenden Wege mit Kontrastmitteln. Er experimentierte dabei zunächst mit Jodnatrium-Verbindungen und veröffentlichte seine Ergebnisse 1929 in der Arbeit Die intravenöse Pyelographie. 1930 wurde er als Nachfolger von Fritz Cahen als Chefarzt der Chirurgischen Abteilung des Israelitischen Asyls in Köln-Neuehrenfeld berufen.
Im Jahr 1931 heiratete er Agnes Bendix, die Tochter des Facharztes für Innere Medizin, Ernst Bendix. Agnes Roseno promovierte 1933 in Würzburg in Literaturwissenschaften mit dem Thema: Die Entwicklung der Brieftheorie von 1655 bis 1709. Alfred Roseno emigrierte 1936 mit seiner Frau und seiner einjährigen Tochter Susanne in die Vereinigten Staaten.
Aufgrund seiner hervorragenden wissenschaftlichen Reputation konnte er hier seine berufliche Karriere am Israel-Zion-Hospital (heute: Maimonides Medical Center) bis zu seinem Tod im Januar 1965 fortsetzen.

## Gedenken

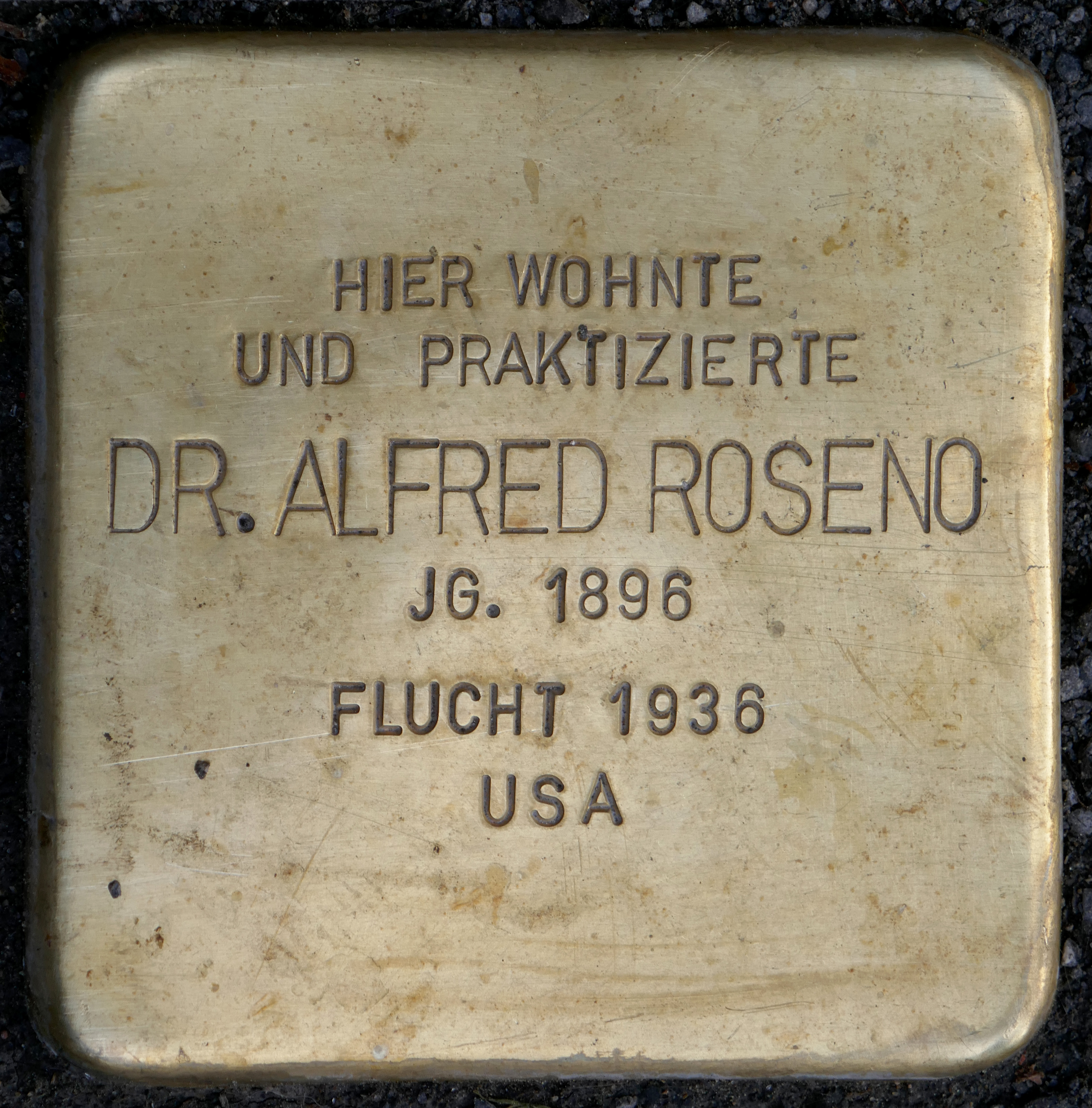
Stolperstein für Dr. Alfred Roseno vor dem Hauseingang Bismarckstraße 5, Köln-Neustadt-Nord.

Vor dem Wohnhaus der Familie in Köln in der Bismarckstraße 5 wurden im April 2018 zum Andenken an Alfred Roseno sowie an seine Frau und Tochter drei Stolpersteine im Rahmen des Kunst- und Denkmalprojektes des Kölner Künstlers Gunter Demnig verlegt.
Alfred Roseno war einer der wenigen Chirurgen, die nach der Machtergreifung der Nationalsozialisten und der zunehmenden Abweisung jüdischer Patienten in den staatlichen Krankenhäusern die chirurgische Versorgung der Kölner Juden sicherstellten. Der Lebens- und Leidensweg einer jungen Patientin, Amalie (Malchen) Banner, der Roseno 1934 im Alter von elf Jahren aufgrund einer Tumorerkrankung ein Bein im Israrelitischen Asyl in Ehrenfeld amputieren musste, wurde durch zahlreiche Briefe und Postkarten von Amalie Banner aus dem Warschauer Ghetto überliefert und publiziert. Kurz vor ihrem Hungertod Ende 1941 korrespondierte sie noch mit Alfred Roseno in New York.

## Werke von Alfred Roseno (Auswahl)
- Die Bedeutung des Blutbildes in Symptomatologie und Therapie der eitrigen Mastoiditis, Archiv für Ohren-, Nasen- und Kehlkopfheilkunde, Band 112, 1924, S. 30–42
- Die akute rheumatische Sehnenscheideentzündung. Klinische Wochenschrift, 4. Jahrgang, Heft 14, 1925, S. 646 ff.
- Sind die peroralen Mittel zur röntgenologischen Gallenblasendarstellung zuverlässig? DMW, Band 52, 1926, S. 1949f.
- Das Pneumogradiogramm des Nierenlagers bei der Gallenblasendarstellung. Deutsche Zeitschrift für Chirurgie, Band 198, 1926, S. 250–258
- Die Nephrotomie. Ihre Verhütung und der Weg zur Verhütung ihrer Gefahren. Zeitschrift Urologie und Chirurgie, Band 20, 1926, S. 96ff.
- Die moderne Behandlung des Nierensteinleidens. Urban & Schwarzenberg, Berlin 1927
- Intravenöse Pyelographie. In: Verhandlungen der deutschen Gesellschaft für Urologie, 9. Urologen-Kongress München, Sonderband der Zeitschrift für Urologie, Thieme, Leipzig 1929, S. 337–343